# راز: راه‌اندازی مجدد
راز: راه‌اندازی مجدد (به هندی: Raaz: Reboot) یا راز ۴ فیلمی محصول سال ۲۰۱۶ و به کارگردانی ویکرام بات است. در این فیلم بازیگرانی همچون عمران هاشمی، کریتی کارباندا، گارو آرورا، تارا شارما، مینک برار ایفای نقش کرده‌اند.
این فیلم چهارمین قسمت از سری فیلم‌های راز است.